# مرتبة هوائية
المرتبة الهوائية هي كيس طوي يملئ بالهواء ليأخذ شكل المرتبة العادية ويستعمل في الرحلات السياحية ورحلات الكشافة ورحلات الصيد. ويستعمل الكبار والأطفال في أحواض السباحة وسيلة للترفيه.

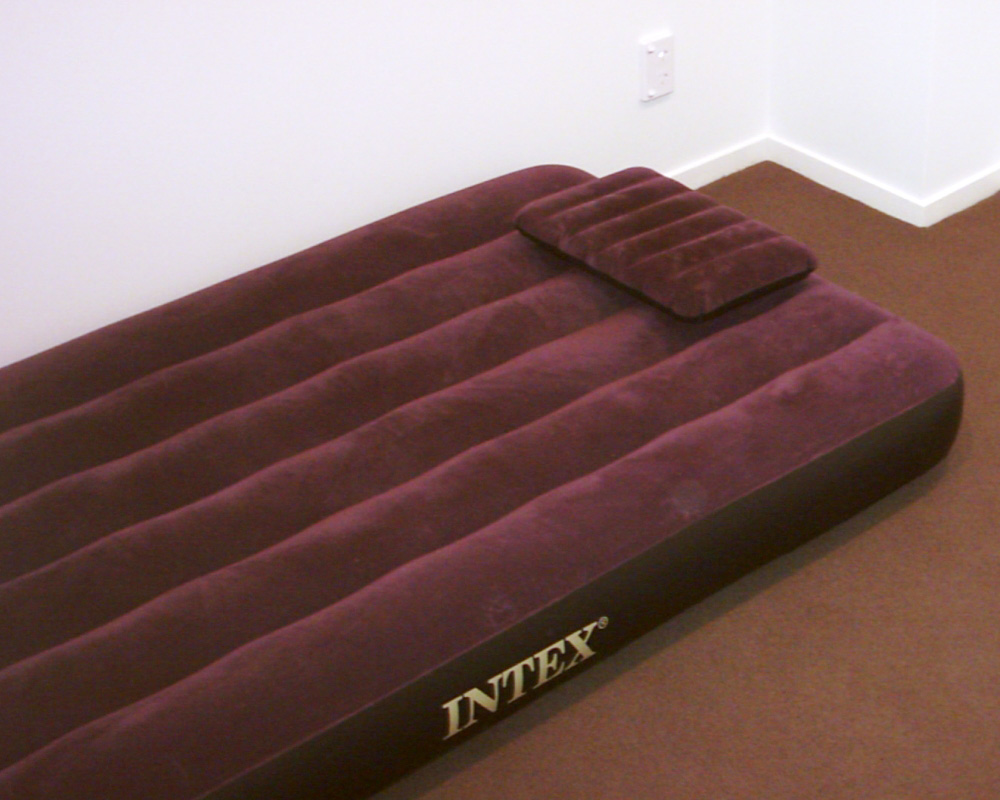
مرتبة هوائية تستعمل للسكن المؤقت.

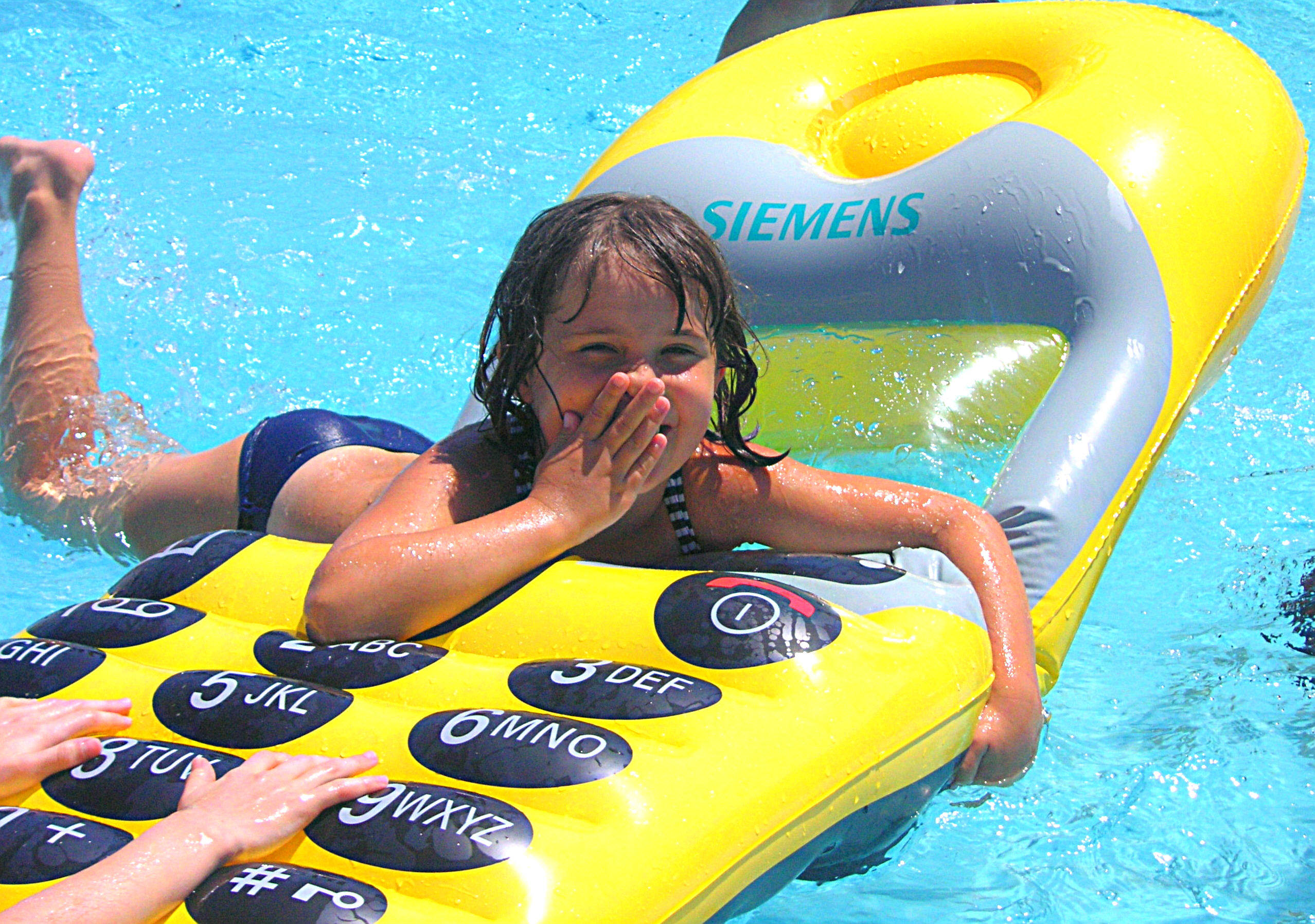
مرتبة هوائية على شكل هاتف محمول.